# Mimophobetron
Mimophobetron is een geslacht van vlinders van de familie van de grasmotten (Crambidae), uit de onderfamilie van de Spilomelinae. De wetenschappelijke naam voor dit geslacht is voor het eerst gepubliceerd in 1950 door Eugene Gordon Munroe.

## Soorten
- M. pyropsalis Hampson, 1904